# Cosmisoma fasciculatum
Cosmisoma fasciculatum là một loài bọ cánh cứng trong họ Cerambycidae.